# Xawery Dunikowski

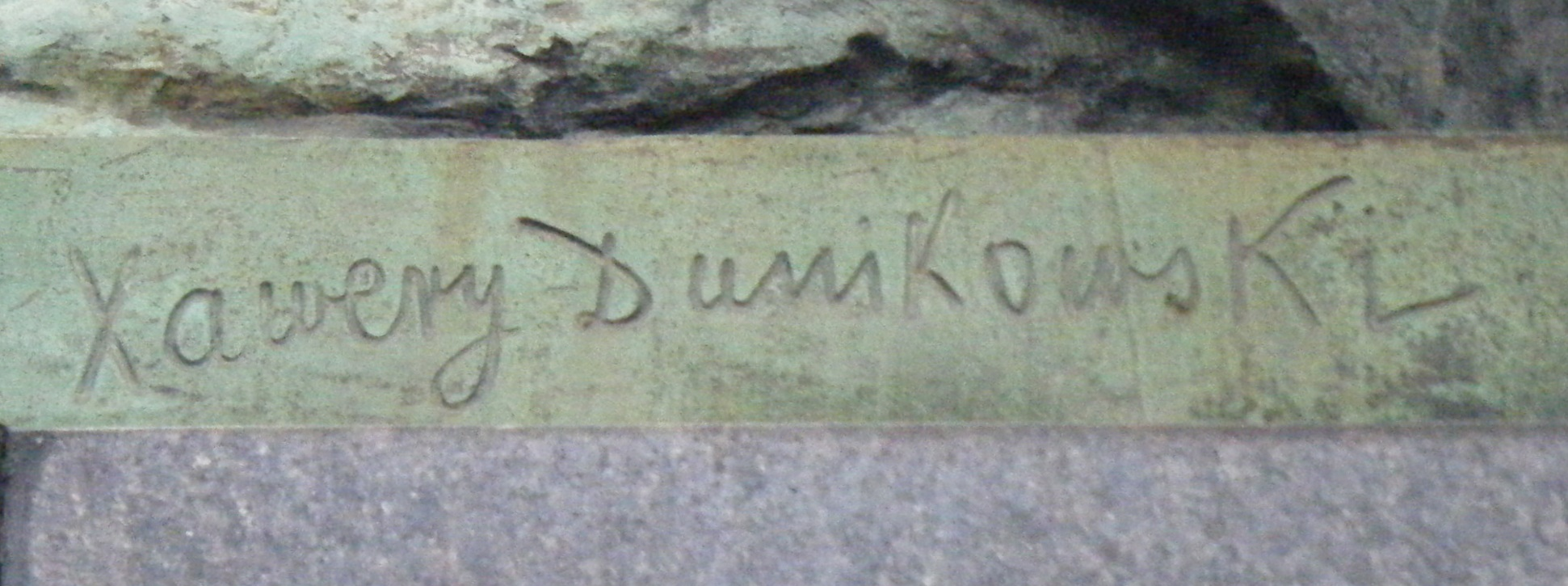
Sygnatura Xawerego Dunikowskiego na pomniku Józefa Dietla

Franciszek Xawery Dunikowski (ur. 24 listopada 1875 w Krakowie, zm. 26 stycznia 1964 w Warszawie) – polski rzeźbiarz, malarz i pedagog.

## Życiorys
Pochodził ze zubożałej szlacheckiej rodziny pieczętującej się herbem Abdank (Habdank). Był synem Mieczysława, nadkonduktora kolei warszawsko-wiedeńskiej, i Heleny z Jaworskich. Edukację rozpoczął w Szkole Technicznej w Warszawie. W 1896 przyjechał do Krakowa studiować w Szkole Sztuk Pięknych u rzeźbiarzy: Alfreda Dauna w latach 1896–1899 i Konstantego Laszczki w latach 1899–1903.
Po studiach wyjechał do Warszawy, aby objąć stanowisko profesora rzeźby w Szkole Sztuk Plastycznych. W 1905 w restauracji Lijewskiego w Warszawie postrzelił śmiertelnie atakującego go malarza Wacława Pawliszaka, któremu wcześniej odmówił dania satysfakcji. Później został zwolniony z aresztu za kaucją w wysokości 2 tys. rubli. W 1908 z nieformalnego związku z Sarą Lipską urodziło się jego jedyne dziecko, córka Maria Xawera. W Warszawie pracował do roku 1910, po czym wyjechał do Krakowa. W 1914 wyjechał na stypendium do Londynu. Kolejne lata spędził w Paryżu, służył w kompanii Bajończyków w Legii Cudzoziemskiej. Po szkoleniu wojskowym jesienią 1914 roku zwolniono go z powodu stanu zdrowia i nie walczył na froncie. W 1922 wrócił do Polski, aby objąć katedrę rzeźby na krakowskiej ASP. Postanowieniem Prezydenta Rzeczypospolitej z 20 września 1930 został mianowany profesorem zwyczajnym rzeźby. Do grona uczniów Dunikowskiego zaliczali się m.in.: Jerzy Bandura, August Dyrda, Zygmunt Gawlik, Józef Gosławski, Maria Jarema, Ludwik Konarzewski (junior), Marian Konieczny, Jacek Puget, Henryk Wiciński oraz Jerzy Bereś.
W okresie międzywojennym otrzymał wiele prestiżowych nagród, wykonał setki realizacji, które przyniosły mu międzynarodową sławę. W 1936 otrzymał nagrodę plastyczną Ministra Wyznań Religijnych i Oświecenia Publicznego. Z dzieł z tego okresu można wymienić postacie czterech ewangelistów na gmachu Seminarium Śląskiego w Krakowie z 1927, głowy wawelskie z lat 1925–1927 i pomnik prezydenta Krakowa Józefa Dietla z 1936.
Przez większą część okresu okupacji był więźniem niemieckiego obozu koncentracyjnego Auschwitz (nr obozowy 774), gdzie trafił po aresztowaniu w 1940. Po wojnie, w latach 1945–1955, kierował katedrą rzeźby na krakowskiej ASP. W 1955 na stałe przeniósł się do Warszawy. W 1959 został profesorem i kierownikiem katedry rzeźby w Państwowej Szkole Sztuk Plastycznych we Wrocławiu.
Po wojnie, na miejscu niemieckiego mauzoleum, zrealizował Pomnik Czynu Powstańczego na Górze św. Anny, za który w 1955 otrzymał Nagrodę Państwową I stopnia. Z obrazów warto wspomnieć Portret córki z 1924 i Autoportret w stroju mandaryna z 1935. W Krakowie mieszkał w latach 1938–1940 i 1945–1955 przy ulicy Karmelickiej 27 (na kamienicy tablica upamiętniająca artystę). Wielokrotnie honorowany przez władze PRL, w listopadzie 1949 został członkiem Ogólnokrajowego Komitetu Obchodu 70-lecia urodzin Józefa Stalina.
W latach 1959–1964 mieszkał w Warszawie w domu przy ul. Juliana Marchlewskiego (obecnie al. Jana Pawła II) 36.
Zmarł w Warszawie, pochowany w Alei Zasłużonych na cmentarzu Wojskowym na Powązkach (kwatera A26-tuje-18/19).

## Ordery i odznaczenia
- Order Budowniczych Polski Ludowej (22 lipca 1949)[15]
- Order Sztandaru Pracy I klasy (14 grudnia 1955)[16]
- Krzyż Komandorski z Gwiazdą Orderu Odrodzenia Polski (15 października 1948)[17]
- Krzyż Komandorski Orderu Odrodzenia Polski (11 listopada 1936)[18]
- Krzyż Oficerski Orderu Odrodzenia Polski (10 listopada 1928)[19][20]
- Złoty Wawrzyn Akademicki (5 listopada 1935)[21]
- Medal 10-lecia Polski Ludowej (28 lutego 1955)[22]

## Wybrane realizacje
- Macierzyństwo (1900)
- Tchnienie (1901)
- Fatum (1904)
- cykl Kobiety brzemienne (1906)
- Grobowiec Bolesława Śmiałego (1917)
- Autoportret (1917)
- cykl Głowy Wawelskie (1925–1926)
- Pomnik Czynu Powstańczego na Górze św. Anny (1946–1955)
- Pomnik Wdzięczności Armii Czerwonej
- Pomnik Żołnierzy 1 Armii Wojska Polskiego w Warszawie (1963)

## Prace

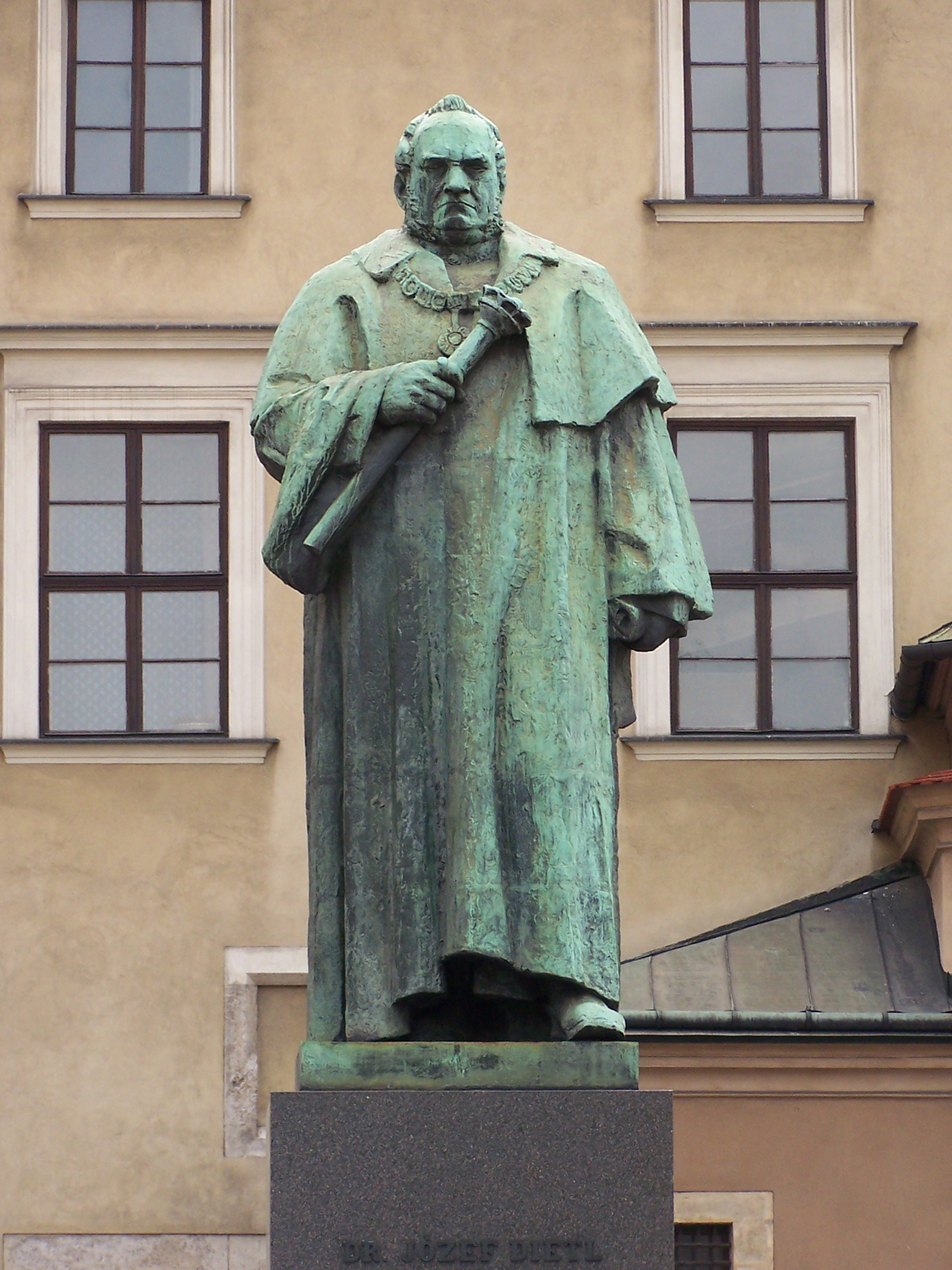
Pomnik Józefa Dietla, Kraków
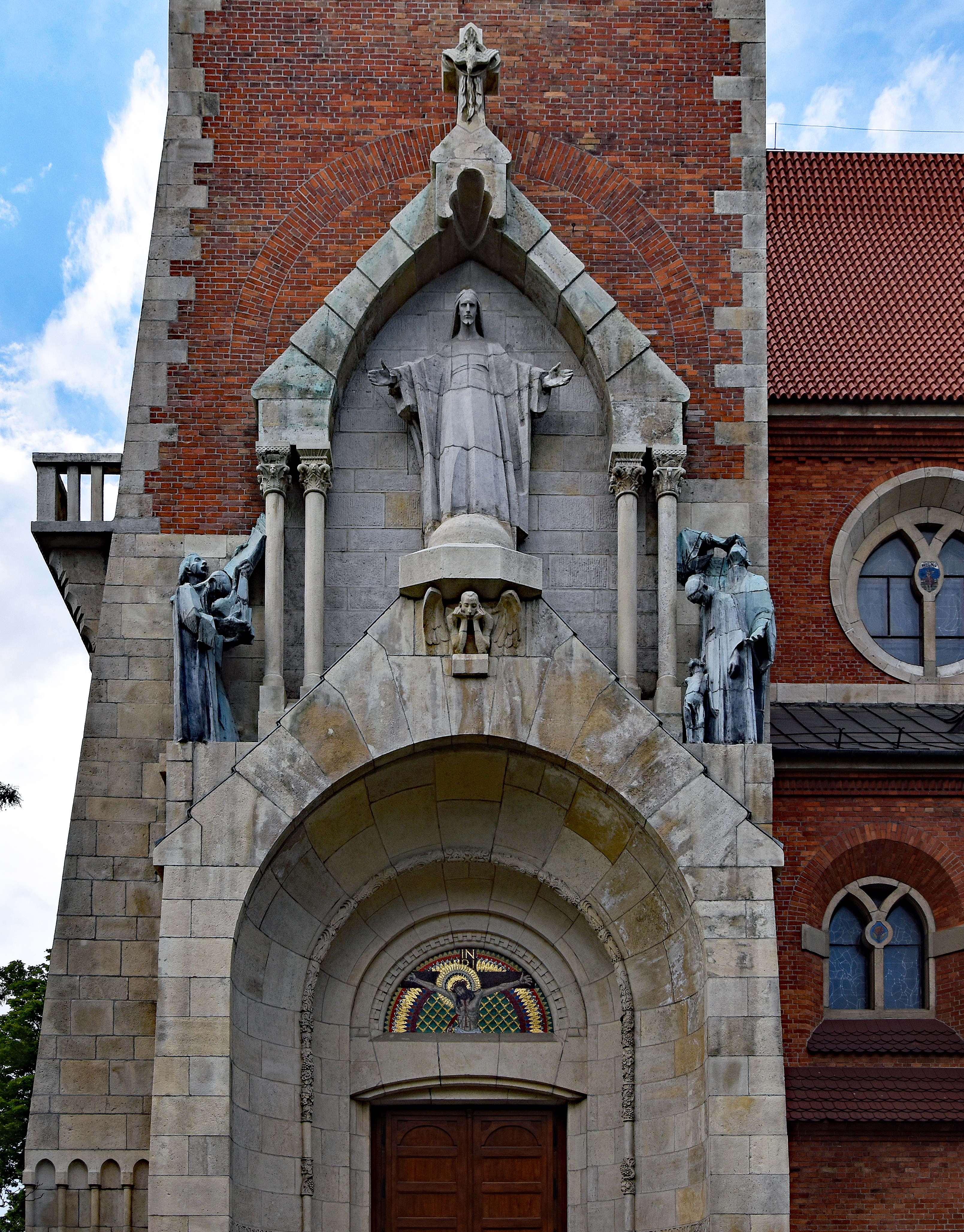
Kościół Najświętszego Serca Pana Jezusa, Kraków ul. Kopernika 26. Rzeźby projektu Xawerego Dunikowskiego. Postać Chrystusa odkuł Karol Hukan.
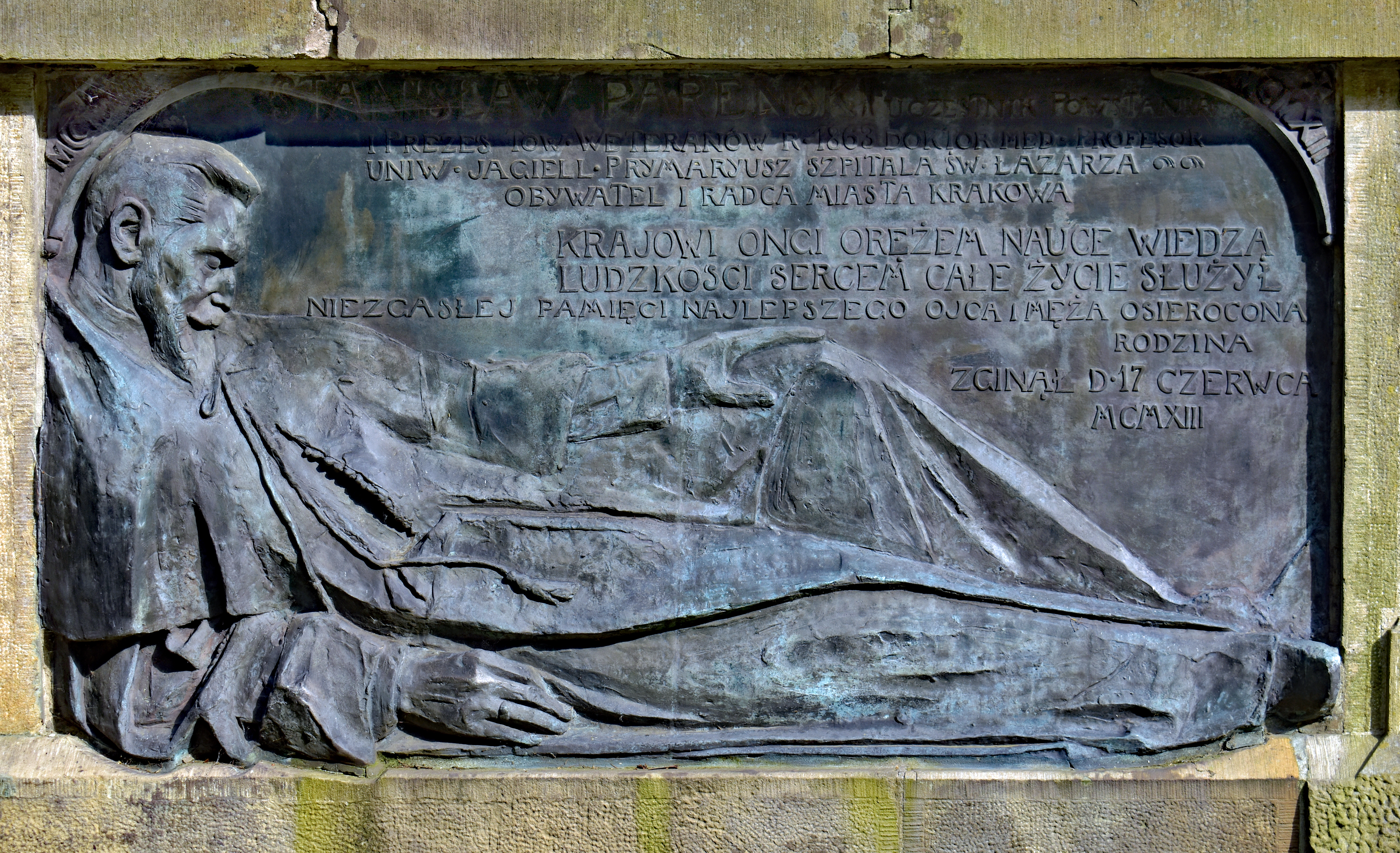
Cmentarz Rakowicki, Grobowiec Pareńskich. Plakieta projektu Xawerego Dunikowskiego.
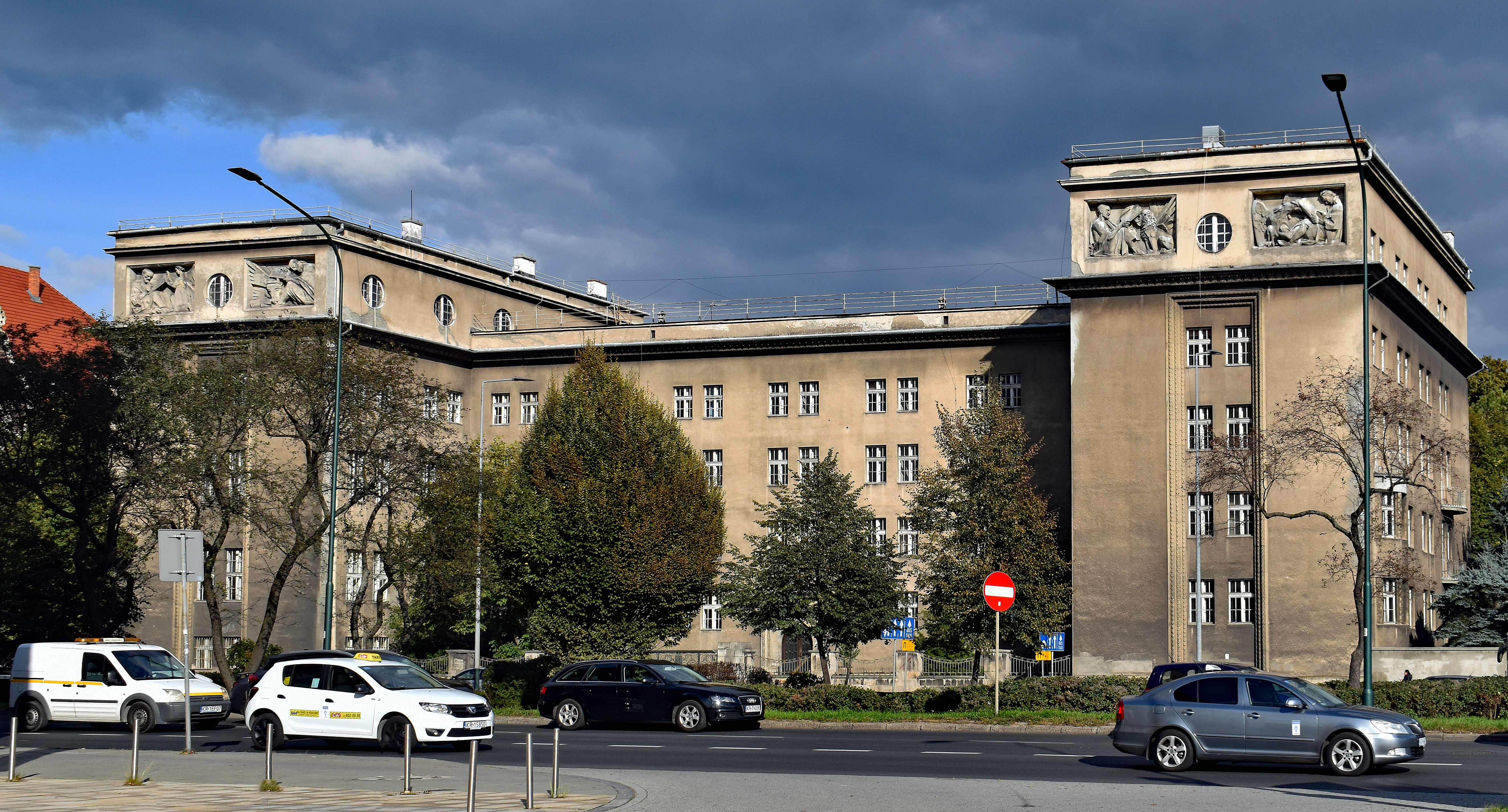
Kraków, al. Mickiewicza 3 Budynek dawnego Seminarium Śląskiego, rzeźby ewangelistów projektu Dunikowskiego (1926)
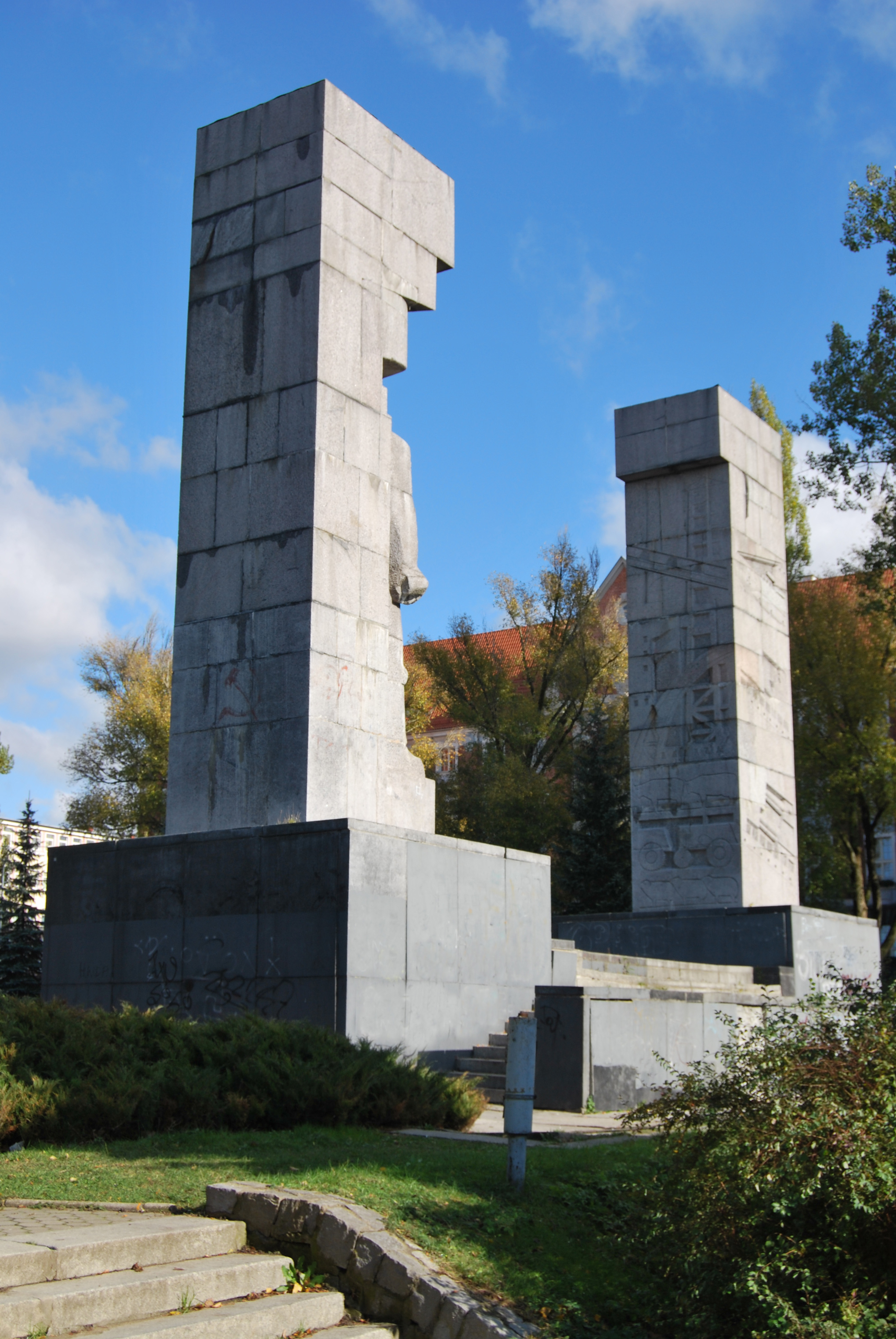
Pomnik Wyzwolenia Ziemi Warmińsko-Mazurskiej, Olsztyn
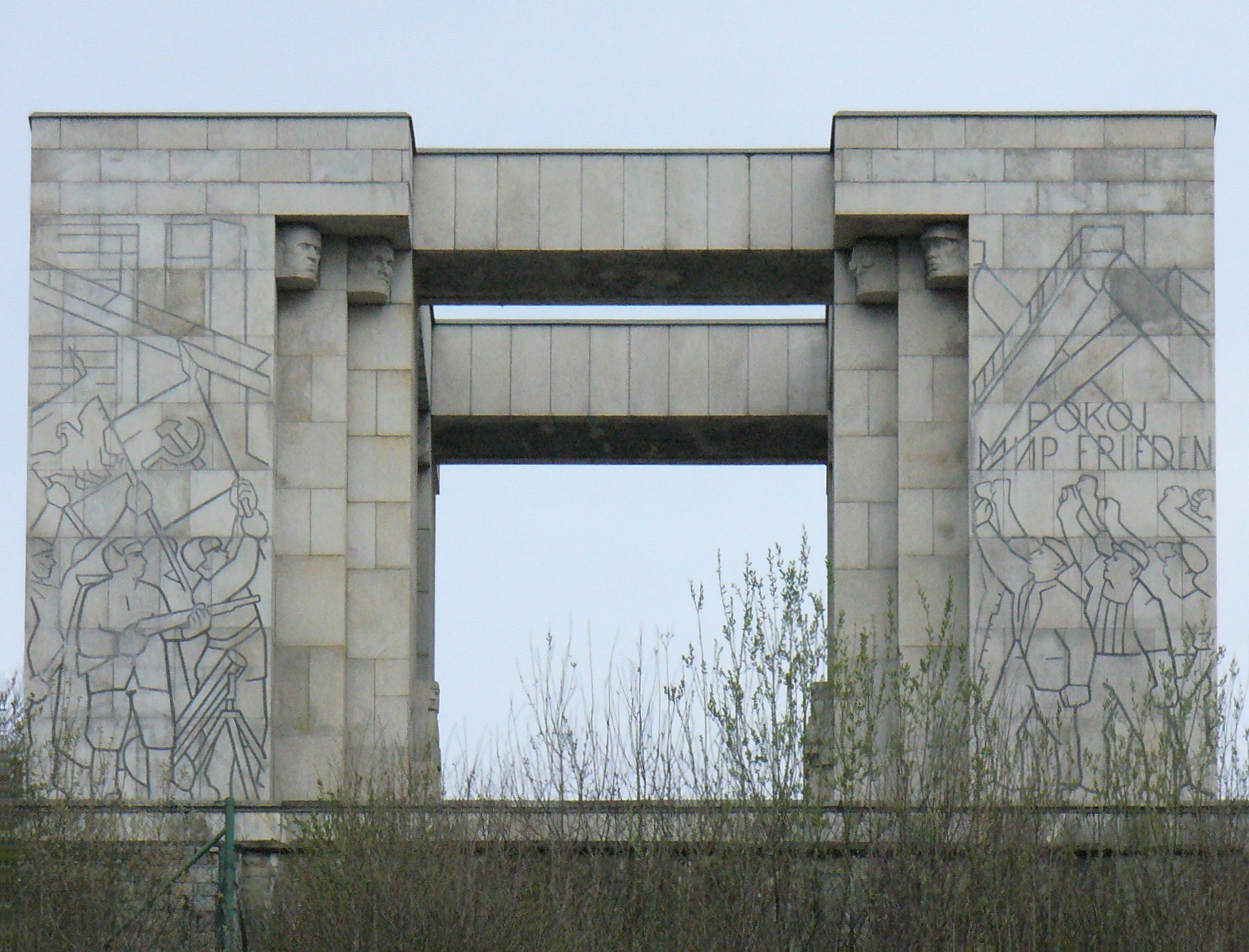
Pomnik Czynu Powstańczego, Góra św. Anny
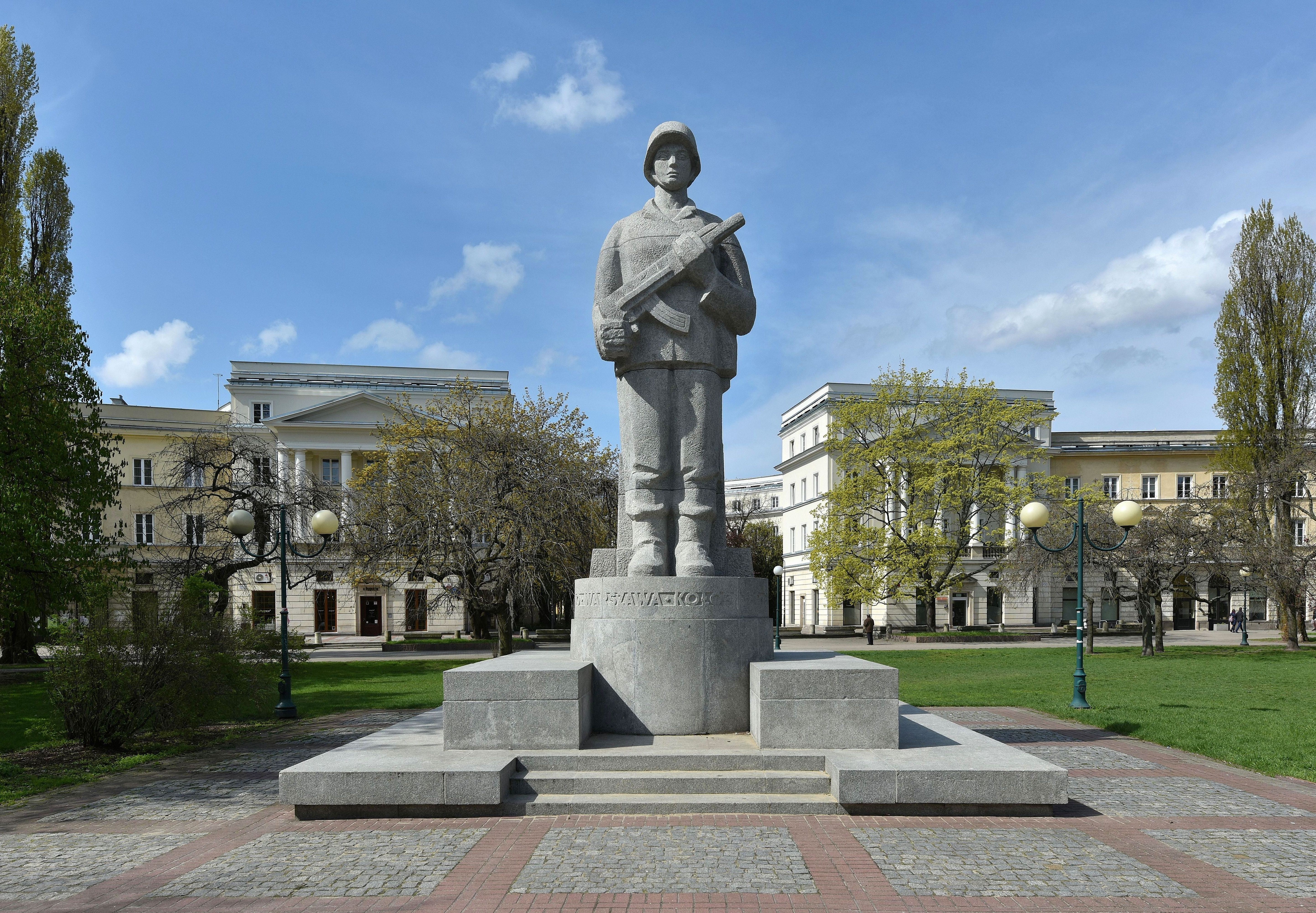
Pomnik Żołnierzy 1 Armii Wojska Polskiego, Warszawa

## Upamiętnienie
Jego imieniem nazwano między innymi bulwar we Wrocławiu, ulice w Bydgoszczy, Częstochowie, Gdańsku, Gliwicach, Katowicach, Krakowie, Słupsku, Wałbrzychu, Zielonej Górze, Warszawie, Poznaniu, Pszczynie, Lublinie, Łodzi, Szczecinie, Kędzierzynie-Koźlu, Górze św. Anny oraz plac w Olsztynie. Jego imię nosi również Zespół Szkół w Zawierciu. 
W warszawskiej Królikarni mieści się również muzeum poświęcone artyście.
W listopadzie 1975 na budynku przy al. Jana Pawła II 36 w Warszawie, gdzie w latach 1959–1964 mieszkał artysta, odsłonięto tablicę pamiątkową.
24 listopada 1975 w Warszawie jednej z ulic na terenie obecnej dzielnicy Ursynów zostało nadane imię Xawerego Dunikowskiego.
W 1989 r. z okazji 45-lecia PRL-u Poczta Polska wyemitowała w nakładzie 5 mln sztuk upamiętniający go znaczek pocztowy o nominale 35 złotych.

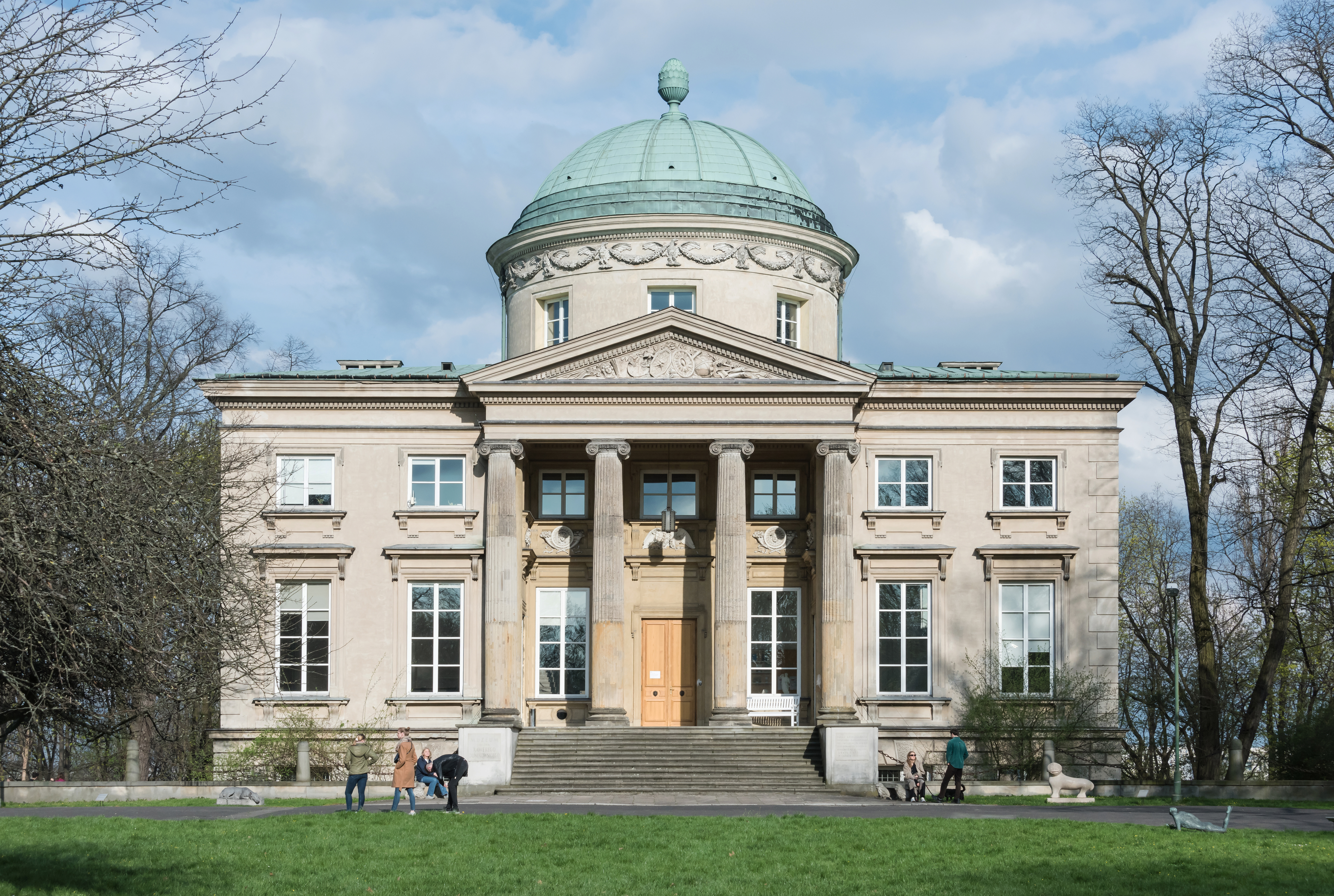
Pałac Królikarnia, siedziba Muzeum im. Xawerego Dunikowskiego
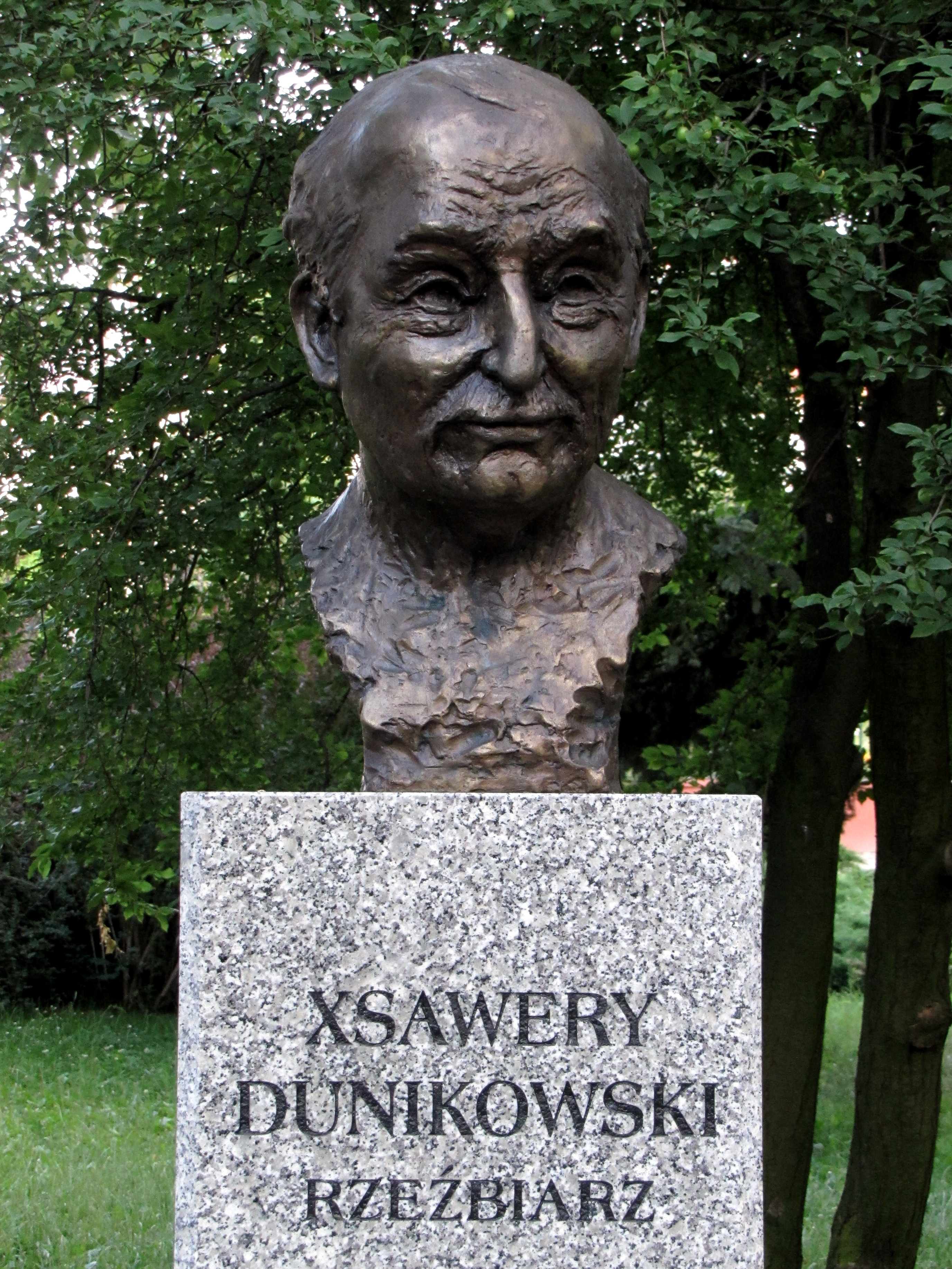
Popiersie Xawerego Dunikowskiego w Alei Sław na skwerze Harcerskim w Kielcach
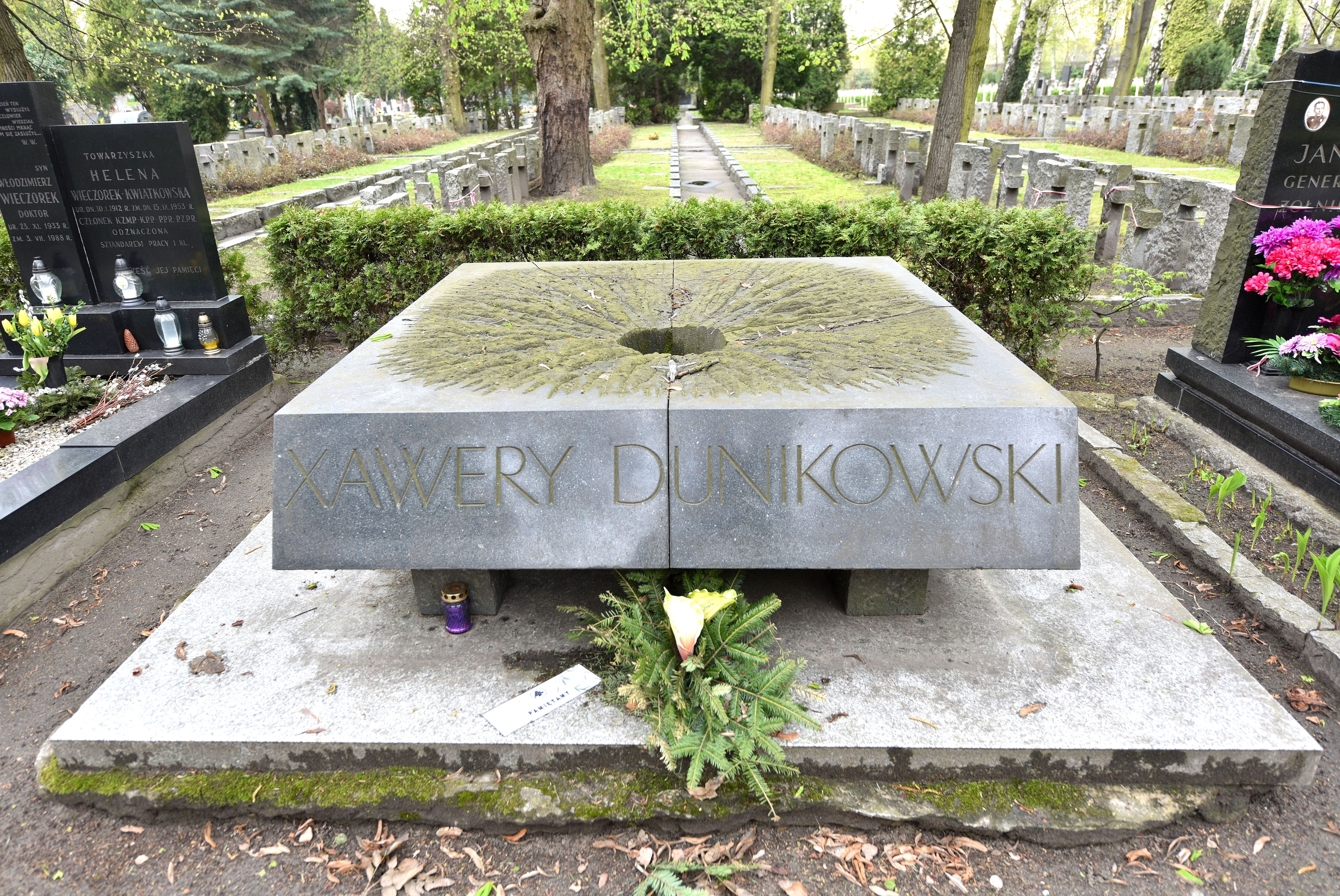
Grób Xawerego Dunikowskiego, cmentarz Wojskowy na Powązkach